# Heidi Urbahn de Jauregui
Heidi Urbahn de Jauregui (* 5. März 1940 in Remscheid; † 12. August 2024 in Heidelberg) war eine deutsch-französische Germanistin, Hochschuldozentin für deutsche Literatur an der Universität Saint-Étienne und Essayistin.

## Leben
Heidi Urbahn de Jauregui stammte aus einer Remscheider Unternehmerfamilie. Nach dem Studienbeginn (Philosophie, Geschichte, Germanistik) in Köln wechselte sie  nach Westberlin. Nach einem krankheitsbedingten Studienabbruch konnte sie nach der Gesundung ihren „schon länger gehegten Wunsch realisieren, Adenauerdeutschland zu verlassen“.
Sie führte ihr Studium  in Paris mit französischer Literatur und Germanistik fort und schloss ihre Licence an der Philosophischen Fakultät der Universität Montpellier ab.
Es war ihr nicht möglich, die für einen universitären Lehrauftrag erforderliche Agrégation (eine in Frankreich erforderte Wettbewerbsprüfung) abzulegen, da ihr die französischen Behörden trotz Erfüllung der formalen Aufnahmekriterien die Einbürgerung verweigerten. Grund hierfür waren ihre forschungsbedingt engen Kontakte zu Schriftstellern in der DDR. Sie ging darum an die Universität Lyon, um dort eine Dissertation über den Dichter Peter Hacks anzufertigen und erlangte den Doktorgrad. Später  wurde sie doch noch eingebürgert und legte die Agrégation ab.
Nach der Verbeamtung wurde ihr ein akademisches Lehramt weiterhin verweigert, da ihre Hauptthesen zur deutschen Literatur nicht akzeptiert wurden. Insbesondere misstraute man ihrem Argument, Peter Hacks sei kein DDR-Dissident, sondern ein sozialistischer Klassiker, der die DDR insgesamt bejahe und unterstütze. Schließlich erhielt sie eine Position als Maître de conférences an der Universität Saint-Étienne.
Sie lebte in Montpellier, zusammen mit ihrem Mann, dem spanischen Biochemiker Juan Jauregui-Adell, der dort am Centre national de la recherche scientifique (CNRS) forschte.

## Werk
Heidi Urbahn de Jauregui arbeitete hauptsächlich essayistisch. In Frankreich hat sie den Ruf einer ausgewiesenen Kennerin der deutschen und insbesondere der Literatur der DDR. Sie hielt sich in ihren Veröffentlichungen nie an akademische Regeln. Ihr Hauptinteresse galt den Vertretern der klassischen Literatur in Deutschland, insbesondere Johann Wolfgang von Goethe, Thomas Mann, Heinrich Heine und Bertolt Brecht.
1986 erhielt sie den Heinrich-Mann-Preis der Akademie der Künste in Ost-Berlin.

## Freundschaft mit Peter Hacks
Heidi Urbahn de Jauregui sah in dem DDR-Dramatiker Peter Hacks den legitimen Erben der deutschen Klassik und den Nachfahren von Goethe, Hegel und Heine. Seinem Schaffen widmete sie ihre Dissertation und etliche Essays. Von 1975 an besuchte sie ihn regelmäßig persönlich und pflegte bis zu Hacks’ Tod 2003 eine kontinuierliche Korrespondenz.

## Arbeiten zu Heinrich Heine
Ein wesentlicher Teil der Essays von Heidi Urbahn de Jauregui beschäftigt sich mit dem Werk Heinrich Heines. 2009 legte sie nach intensiven literaturhistorischen Forschungen einen biographischen Roman zu Leben und Werk der Schriftstellerin Elise Krinitz vor, der letzten Geliebten Heines, genannt „die Mouche“.

## Veröffentlichungen
- Heidi Urbahn de Jauregui: Zwischen den Stühlen. Der Dichter Peter Hacks. Eulenspiegel, Berlin 2006, ISBN 3-359-01657-2.
- Heidi Urbahn de Jauregui: Dichterliebe. Leben und Werk der letzten Geliebten von Heinrich Heine, der „Mouche“. VAT Verlag André Thiele, Mainz 2009, ISBN 978-3-940884-02-2.